# Popular
Popular is een nummer van de Amerikaanse alternative rockband Nada Surf uit 1996. Het is de eerste single van hun debuutalbum High/Low.
Het nummer werd in sommige landen, waaronder Frankrijk en België, een bescheiden hitje. Het haalde de 51e positie in de Amerikaanse Billboard Hot 100. De Nederlandse Top 40 werd niet gehaald, maar de Single Top 100 wel met een 54e positie. In Vlaanderen bleef het steken op een 7e positie in de Tipparade.